# Alumel
Alumel é uma liga de 95%Ni (Níquel) e 5%Al (Alumínio) utilizada em termopares. Pequenos teores de outros elementos podem ser acrescentados para otimizar alguma propriedade.
Tem temperatura máxima de operação por volta de 1100 °C.